# Rouille

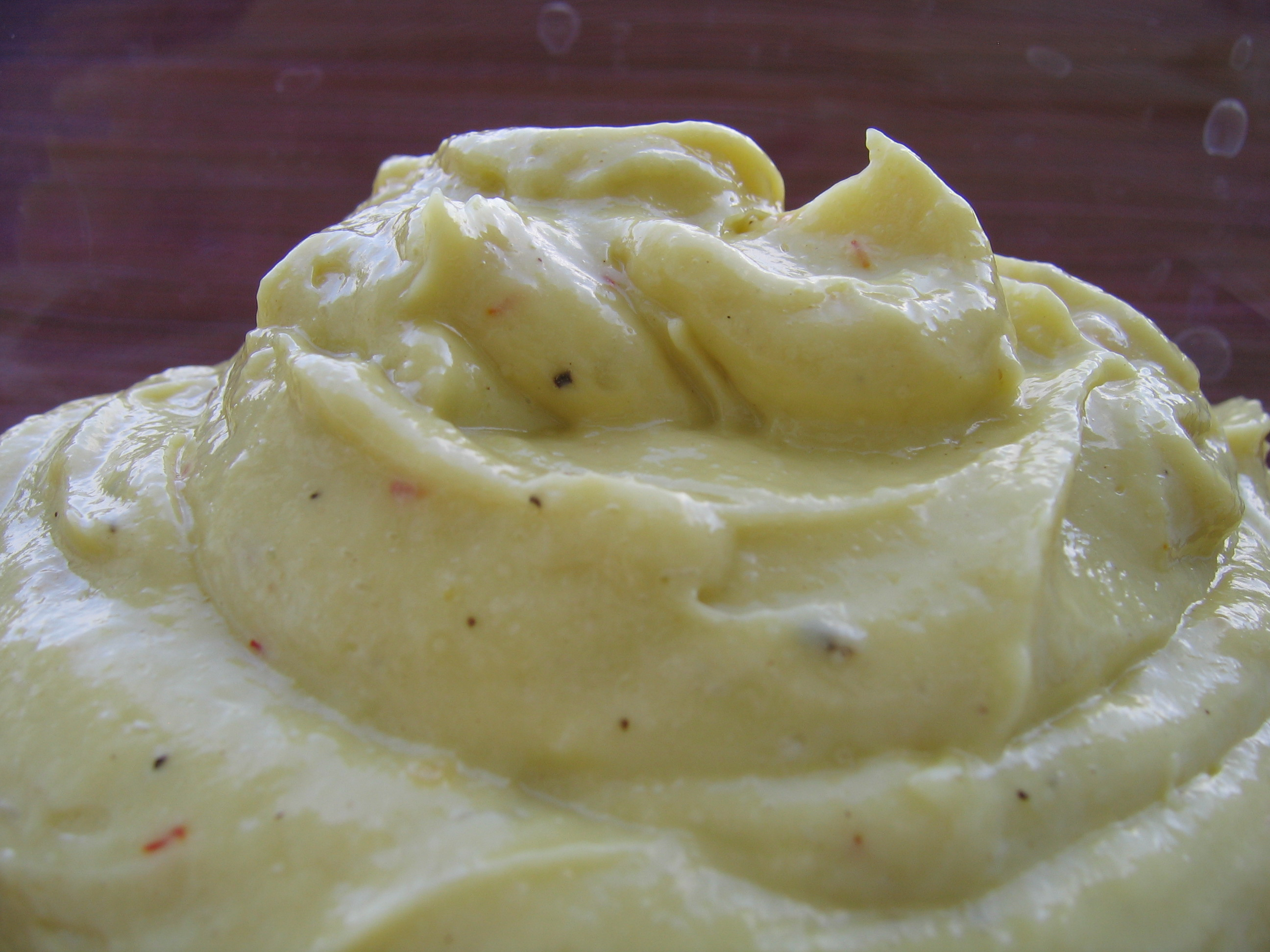
Rouille

Rouille [ʀuj] bezeichnet eine sämige Sauce, die die traditionelle Beilage  der Bouillabaisse, aber auch anderer südfranzösischer Fischgerichte ist. Der Name Rouille (französisch: Rost) bezieht sich auf ihre gelbrote Farbe. Meist wird sie auf einer mit Knoblauch abgeriebenen (und oft auch gerösteten) Weißbrotscheibe gereicht.
Üblicherweise wird sie im Mörser hergestellt. Die Rouille besteht aus Knoblauch und kleinen roten, scharfen Pfefferschoten, die miteinander fein zerstoßen werden. Dazu kommt eine kleine zerdrückte weichgekochte Kartoffel (alternativ Weißbrotkrümel), optional Fischleber, Safran und Olivenöl. Mit Fischbrühe wird die gewünschte Konsistenz eingestellt.
Heute gibt es auch Rezepte mit Eigelb; eine mayonnaiseähnliche Version, der zusätzlich Safran und Cayennepfeffer hinzugefügt wurde und deren Farbe manchmal auch mit Hilfe von Tomatenmark beeinflusst wird.